# Mariam Najjemba
Mariam Najjemba Mbabaali, trước đây gọi là Rosemary Najjemba Muyinda là một chính trị gia người Uganda. Bà phục vụ với tư cách là Bộ trưởng Bộ Quy hoạch Đô thị trong Nội các Uganda từ ngày 15 tháng 8 năm 2012, cho đến ngày 6 tháng 6 năm 2016, khi bà bị loại khỏi nội các. Trong nội các, Najjemba thay thế Justine Lumumba Kasule, người được bổ nhiệm làm Chánh văn phòng Chính phủ. Najjemba từng là thành viên của Quốc hội được bầu cho Hạt Gomba, Quận Gomba với tư cách đại diện cho đảng chính trị của Phong trào Kháng chiến Quốc gia (NRM), trong hai nhiệm kỳ liên tiếp, từ năm 2006 đến năm 2016.

## Bối cảnh và giáo dục
Najjemba sinh ra ở quận Gomba vào ngày 8 tháng 4 năm 1972. Bà theo học trường Kitante Hill để học O-Level, và học tại MacKay College mức A-Level, tốt nghiệp vào năm 1993. Bà vào Đại học Makerere năm 1994, tốt nghiệp năm 1997 với bằng Cử nhân Nghệ thuật Quản trị và Quản lý Công cộng. Najjemba cũng có bằng Thạc sĩ Nghệ thuật trong cùng lĩnh vực, lấy được năm 2004, cũng từ Đại học Makerere.

## Kinh nghiệm làm việc
Bắt đầu từ năm 1999, cho đến khi bà tham gia chính trị tích cực vào năm 2006, Mariam Najjemba đã làm việc trong nhiều vai trò hành chính khác nhau trong Văn phòng của Tổng thống Uganda, bao gồm cả chức vụ Trưởng phòng Phụ nữ tại Nhà nước Uganda và là Trợ lý Tổng thống cho Nghiên cứu tại Nhà nước Nhà, Uganda. Năm 2006, Najjemba tham gia chính trường với tư cách là một ứng cử viên cho ghế quốc hội của quận Gomba, ở quận Mpigi lúc bấy giờ. Bà tham gia với tư cách đại diện của đảng chính trị Phong trào Kháng chiến Quốc gia (NRM) và giành chiến thắng. Năm 2011, Hạt Gomba được tách ra khỏi Quận Mpigi, tạo thành Quận Gomba. Bà được bầu lại trong khu vực bầu cử được đổi tên và đại diện cho quận mới trong quốc hội khóa 9 (2011 đến 2016). Trong cuộc cải tổ nội các vào ngày 15 tháng 8 năm 2012, Najjemba được bổ nhiệm làm Bộ trưởng Bộ Quy hoạch và Phát triển Đô thị.
Vào năm 2015, Najjemba tuyên bố rằng bà sẽ từ bỏ chính trị Uganda. Bà đã không tham gia cuộc bầu cử sơ bộ năm đó và không bảo vệ khu vực bầu cử của mình vào năm 2016. Bà cũng bị loại khỏi nội các năm 2016.

## Thông tin cá nhân
Mariam Najjemba đã kết hôn. Bà có tín ngưỡng Hồi giáo.